# 冨春院 (甲府市)
冨春院（ふしゅんいん）は、山梨県甲府市上今井町にある曹洞宗の寺院。山号は大龍山（だいりゅうざん）、開山は幸澗院（こうかんいん）三世、明宝伝警大禅師（めいほうでんけいだいぜんじ）である。

## 概要
大龍山冨春院は、山梨県甲府市下帯那町にある金峯山幸澗院の末寺である。天正年間（1573年 - 1592年）に、現在地に幸澗院三世と明宝伝警大禅師によって建てられた。その後、2度にわたる安政の大地震に見舞われ、寺が崩壊した。現在の本堂は、平成2年（1990年）6月に建てられた。開基は東江常光庵主、慈間禅定法尼である。
同寺には、甲斐武田氏の第13代当主・武田安芸守信満の子で今井氏始祖・今井左馬守信景（武田刑部少輔信重、武田右馬助信長の弟）の墓塔を始め、今井氏累代の墓塔が数多く存在する。

## 沿革
- 天正年間（1573年 - 1592年） - 幸潤院三世、明宝伝警大禅師によって開かれた[1]
- 慶長2年（1597年）3月11日 - 東江常光庵主が開基した[2]
- 元和元年（1615年）6月 - 慈間禅定法尼が開基した
- 嘉永7年 - 安政元年（1854年） - 安政の大地震で寺が崩壊した[1]
- 昭和62年（1987年）秋彼岸 - 今井家先祖菩提供養塔を建立した
- 平成2年（1990年）6月 - 本堂を再建した[1]

## 伽藍
- 本堂
- 山門
- 今井家先祖菩提供養塔

## 歴代略譜
- 現住職 福岡 隆之（ふくおか りゅうし） - 2007年（平成19年）、大本山總持寺での修行を経て住職となる[1]。

## 歴史を語る墓塔
- 武田左馬守信景称今井氏 - 甲斐武田氏の第13代当主・武田信満の子。今井氏始祖、甲斐今井家は信景以降、甲斐武田家に仕えた。法名「独阿弥陀仏」、文明5年（1473年）11月26日合戦討死[6][5]。
- 今井兵庫助信経 - 今井氏第二代、今井左馬守信景の子。法名「澄阿弥陀仏」、延徳2年（1490年）9月17日没[6][5]。
- 今井兵庫助信慶(八郎信慶) - 今井氏第三代、今井兵庫助信経の子。法名「巌阿弥陀仏」、延徳2年（1490年）3月28日没[6][5]。
- 今井大蔵大輔信又 - 今井兵庫助信経の子。法名「眼阿弥陀仏」、明応3年（1494年）3月26日討死[6][5]。
- 今井兵庫助信是(兵庫信是) - 今井氏第四代、今井兵庫助信慶の子[6][5]。
- 今井山城守信隣 - 今井氏第五代、今井兵庫助信是の子[5]。
- 今井兵庫助信元 - 今井兵庫助信是の子。法名「浄国院」[4]。
- 今井刑部左衛門信昌 - 今井氏第六代、今井山城守信隣の子[5]。
- 今井九兵衛信俊（九兵衛昌義） - 今井氏第七代、今井刑部左衛門信昌の子。法名「釣冷」、文禄4年（1595年）没[5]。
- 今井信時 - 天正10年（1582年）3月11日於田野討死。
- 今井肥後守 - 開基、法名「大龍院殿東江常光大庵主」、慶長3年（1598年）3月21日没[2]。
- 今井肥後守妻 - 開基、法名「今井院殿竺相慈閑大法尼」、元和元年（1615年）6月3日没[2]。

今井氏第七代 今井九兵衛信俊以降
徳川幕府幕臣として仕え、静岡県静岡市葵区沓谷にある大森山長源院に墓所がある。
- 今井七右衛門勝澄 - 今井氏第八代、甲斐武田家に仕えた後、「小牧・長久手の戦い」に於いて、岩崎城内で丹羽氏重と共に討死。岩崎城址公園内にある「表忠義碑」の徳川慶喜書に刻名があり、長源院には宝篋印塔と位牌がある。
- 今井半右衛門 - 今井氏第九代、徳川家に仕えるため駿府に居を構え、松平豊前守勝政（駿府城番）に仕える、慶安3年(1650年)4月22日没。
- 今井市兵衛 - 今井氏第十代、天和3年(1683年)9月15日没。
- 今井市兵衛 - 今井氏第十一代、享保14年(1729年)9月9日没。
- 今井嘉一郎 - 今井氏第十二代、寛延4年(1751年)5月5日没。
- 今井伝右衛門松宇 - 今井氏第十三代、文化3年(1806年)4月23日没。
- 今井祐右衛門丹下 - 今井氏第十四代、文政9年(1826年)12月17日没。
- 今井桂輔 - 今井氏第十五代、駿府与力十騎、天保13年(1842年)3月17日没、享年60。
- 今井半右衛門松宇 - 今井氏第十六代、明治7年(1873年)2月2日没、享年73、水落町居住。
- 今井守之進正意 - 今井氏第十七代、駿府与力、明治15年(1882年)5月25日没、享年49。
- 今井鎌太郎 - 今井氏第十八代、明治10年(1877年)新撰旅団巡査として西南戦争参加、昭和18年(1943年)1月13日没、享年83。

## 交通アクセス
鉄道
- JR中央本線 - 甲府駅より車で20分、南甲府駅より車で15分

自動車
- 中央自動車道 - 甲府南インターチェンジより車で5分

駐車場
- 乗用車20台

## ギャラリー
- 本堂（2013年8月撮影）
- 今井家先祖菩提供養塔（2013年8月撮影）
- 同左（2013年8月撮影）
- 今井家墓誌（2013年8月撮影）
- 大龍山冨春院にある今井家累代の墓塔（2014年5月撮影）
- 大森山長源院にある今井家累代の宝篋印塔（2013年8月撮影）

## 関連文献
- 松平定能編『甲斐国志 四』第9巻 村里部第7 山梨郡中郡筋「上今井村」内藤伝右衛門、明治15年（1882年）10月23日、2017年8月17日閲覧
- 松平定能編『甲斐国志 十一』第43巻 古跡部第6 山梨郡中郡筋「今井肥後守墓」内藤伝右衛門、明治15年10月23日、2014年3月29日閲覧
- 松平定能編『甲斐国志 十八』第78巻 佛寺部第6 山梨郡中郡筋「大龍山冨春院」上今井町、内藤伝右衛門、明治15年10月23日、2014年3月29日閲覧
- 松平定能編『甲斐国志 十九』第82巻 佛寺部第10 山梨郡北山筋「金峯山幸澗院」下帯那村、内藤伝右衛門、明治15年10月23日、2017年8月11日閲覧
- 松平定能編『甲斐国志 廿二』第94巻 人物部第3 武田氏世家ノ部「武田安芸守信満、武田刑部少輔信重、武田右馬助信長、今井兵庫助信元」内藤伝右衛門、明治15年10月23日、2014年3月29日閲覧
- 松平定能編『甲斐国志 廿四』第98巻 人物部第7 武田氏将師ノ部「今井左馬守信景、今井兵庫助信経、今井兵庫助信慶、今井大蔵大輔信又、今井兵庫助信是、今井山城守信隣、今井刑部左衛門信昌、今井九兵衛信俊」内藤伝右衛門、明治15年10月23日、2014年3月29日閲覧
- 松平定能編『甲斐国志 廿六』第107巻 士庶部第7 山梨郡中郡筋「今井肥後守」上今井村、内藤伝右衛門、明治15年10月23日、2017年8月17日閲覧
- 坂本徳一著『今井肥後守の系譜』今井はつの、昭和60年（1985年）、2017年8月17日閲覧
- 甲府市著、甲府市市史編纂委員会編『甲府市史』「冨春院の石造観音像」平成10年（1988年）